# So Goodbye
So Goodbye é uma canção interpreta pelo cantor sul-coreano Jonghyun. Foi lançada como single digital e segunda trilha sonora da série de TV City Hunter em 3 de junho de 2011, sob o rótulo da S.M. Entertainment.

## Produção e lançamento
A canção foi escrita e composta pelo produtor musical Oh Jun-Seong, que também escreveu trilhas sonoras para Boys Over Flowers e Prosecutor Princess. "So Goodbye" foi lançado como single para a série de TV City Hunter como City Hunter OST Part 2 em 3 de junho de 2011. Os vocais para o B-side "It's Alright" foram dados para Yang Hwa Jin.

## Desempenho nas paradas
| Gráfico                        | Melhores posições |
| ------------------------------ | ----------------- |
| South Korea Gaon Singles Chart | 3                 |
| USA K-Pop Billboard            | ?                 |